# Gerard Lowther
Gerard Lowther (né le 16 février 1858 – mort le 5 avril 1916)  est un diplomate britannique.

## Biographie
Il reçoit l'ordre du Bain en 1904 et l'ordre de Saint-Michel et Saint-Georges et devient membre du Conseil privé en 1908 et fait baronnet en 1914 et promu chevalier grand-croix (GCMG) de l'ordre de Saint-Michel et Saint-Georges en 1911.